# Bertil Wehle
Karl Bertil Wehle, född 7 september 1924 i Engelbrekts församling i Stockholm, död 22 februari 2007 i Sollentuna församling i Stockholms län, var en svensk läkare och docent.
Bertil Wehle var son till kompositören Karl Wehle och hans hustru Magda Ingegerd, ogift Holmberg. Han blev moderlös 1929 och faderlös 1933. Han växte upp i Wien, och började efter studentexamen i Amstetten, Österrike, studera medicin i Wien 1944. Han kom till Sverige och fortsatte sina medicinstudier vid Karolinska Institutet i Stockholm. Han blev medicine kandidat i Stockholm 1948 och medicine licentiat där 1955. Samma år fick han sin läkarlegitimation. Så småningom blev han specialist i allmän internmedicin och medicinska njursjukdomar.
Han blev underläkare i Söderköping 1951, var tillförordnad provinsialläkare i Alfredshems distrikt 1952–1956, underläkare vid medicinska kliniken III på Sankt Eriks sjukhus och Norrtälje lasarett 1956, vid medicinska kliniken II på Södersjukhuset 1956–1957, 1:e underläkare vid medicinska avdelningen i Sandviken 1957–1958 och vid medicinska kliniken III på S:t Eriks sjukhus 1959–1960. Han var verksam vid njurkliniken där under en längre tid från 1960. På 1980-talet verkade han vid motsvarande avdelning på Huddinge sjukhus.
Wehle disputerade vid Karolinska Institutet 1982 på en avhandling om blodtrycket, blev så småningom överläkare vid Södersjukhusets njurmedicinska avdelning samt docent inom dialysforskning.
Bertil Wehle gifte sig 1948 med Jacqueline Madeleine Dehelly (1922–1968) från Frankrike och 1970 med Karin Arnberg (1920–2021).